# Out of the Silent Planet
Out of the Silent Planet è il 33° singolo degli Iron Maiden, il secondo tratto dall'album  Brave New World.
La title track è ispirata al film di fantascienza Il pianeta proibito, oppure a Lontano dal pianeta silenzioso (Out of the Silent Planet), romanzo di fantascienza del 1938 scritto da C. S. Lewis.  Completano il singolo i brani Wasted Years e Aces High provenienti, come nel precedente singolo, da registrazioni effettuate durante l'Ed Hunter Tour del 1999 (la prima delle due registrata a Milano) ed il video omonimo. 
La copertina è realizzata da Mark Wilkinson.
Il brano arriva alla decima posizione in Italia.

## Tracce
1. Out of the Silent Planet  (Gers, Dickinson, Harris)  – 4:10
2. Wasted Years (live)  (Smith)  – 5:07
3. Aces High (live)  (Harris)  – 5:24
4. Out of the Silent Planet (video) – 4:10

## Formazione
- Bruce Dickinson - voce
- Steve Harris - basso
- Adrian Smith - chitarra
- Janick Gers - chitarra
- Dave Murray - chitarra
- Nicko McBrain - batteria